# Byciel Watsaam
Byciel Watsaam (Paramaribo, 28 oktober 1986) is een Surinaams zanger en songwriter. In 2013 werd hij onderscheiden met de Suripoku-award en in 2018 was hij de winnaar van SuriPop.

## Biografie
Byciel Watsaam is christelijk opgevoed. Voor hem speelt het christendom een centrale rol in zijn leven en hij ziet God als een vader. Hij is sinds 2017 getrouwd met de zangeres Lycintha Watsaam-Winters. Samen hebben ze twee kinderen (stand 2020).
Hij was al enige tijd muzikaal actief toen hij in 2010 zijn eerste studio-opnames maakte. In 2013 kende hij zijn doorbraak met het lied Mi boto, waarvoor hij dat jaar werd onderscheiden met de Suripoku-award. In 2016 zong hij voor het eerst een duet met zijn latere echtgenote, getiteld A poku. Voor dit jazzduet werden ze onderscheiden met een gospelprijs voor Beste samenwerking. In 2017 bracht hij zijn debuutalbum Gadu ana uit, waarop hij verschillende nummers in een duet met zijn vrouw zingt. Daarna werd hij bekroond met een Su Music Award voor Beste gospelartiest van het jaar.

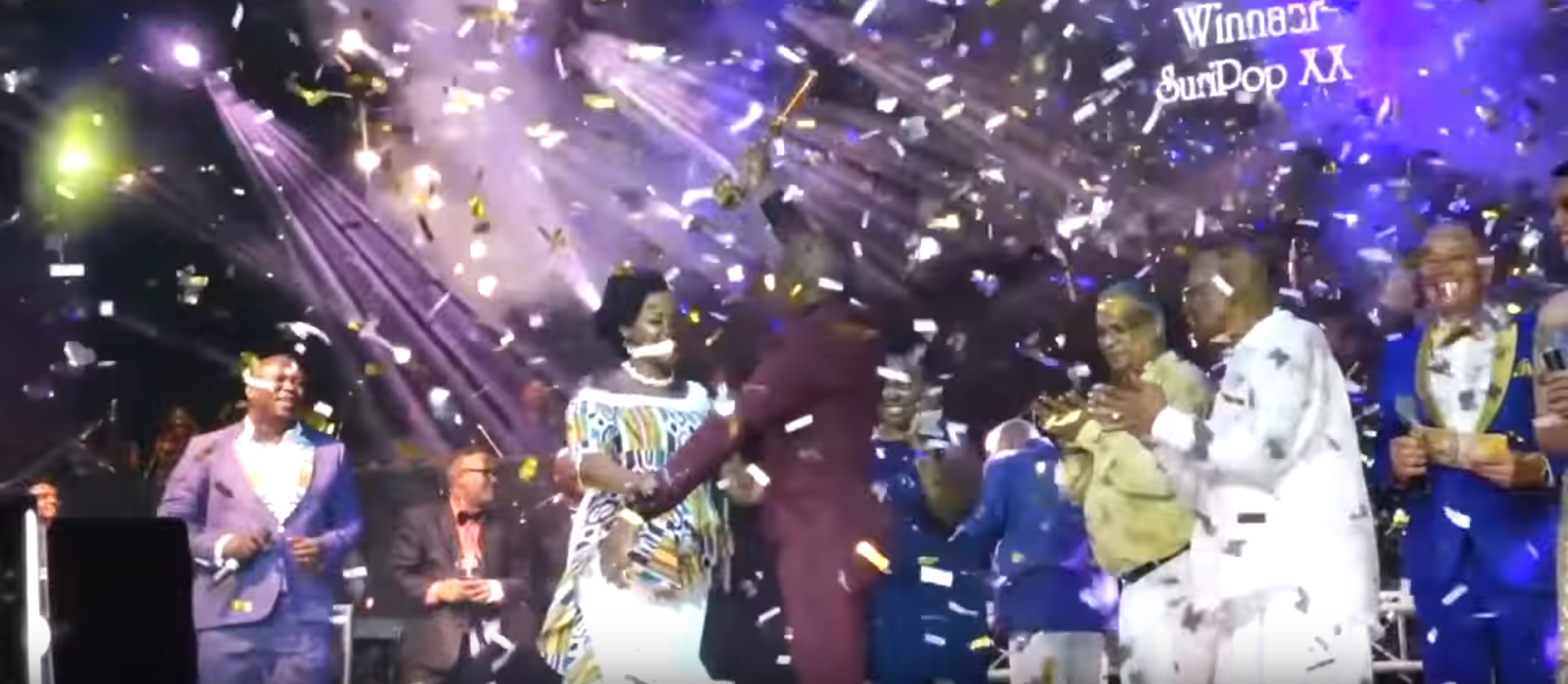
Bekendmaking Taa fa (2018) als winnende lied, met v.l.n.r. Eugene Main, Lycintha en Byciel Watsaam

In 2018 won hij tijdens SuriPop met het lied Taa fa. Het lied werd gezongen in een duet van zijn vrouw met Eugene Main en was het eerste lied in de Aukaanse taal in de geschiedenis van het festival.
In 2019 schreef hij het themalied van Forest 93, een campagne om mensen er zich bewust van te maken dat Suriname voor 93% bestaat uit bos. In hetzelfde jaar schreef hij ook de tekst van het Su Aid-lied Gi wan anu.
Rond 2019 nam hij het duet Membre yu op met de zangeres Michal Ramdas. In 2021 schreef hij samen met Jim Westfa jr. de muziek voor de documentaire The Natio Dream over het Surinaams voetbalelftal.